# Сантурде-де-Ріоха
Сантурде-де-Ріоха (ісп. Santurde de Rioja) — муніципалітет в Іспанії, у складі автономної спільноти Ла-Ріоха. Населення — 361 осіб (2009).
Муніципалітет розташований на відстані близько 230 км на північ від Мадрида, 45 км на захід від Логроньйо.

## Демографія
Динаміка населення (INE ):

## Галерея зображень

Розташування муніципалітету